# Egosyntonie
Egosyntonie is een psychologisch begrip dat refereert aan gedrag, waarden en gevoelens die in harmonie zijn - of geaccepteerd - met het ego. Ofwel in overeenstemming met het ideale zelfbeeld. Het is het tegenovergestelde van egodystonie.
Veel persoonlijkheidsstoornissen worden beschouwd als een egosyntone stoornis. Gedachten en gevoelens worden ervaren en geuit in overeenstemming met het individuele zelfbeeld. In alle denkprocessen worden voortdurend gevoelens en eerdere ervaringen verwerkt, waardoor iemand uiterst gevoelig kan zijn. 